# Francesco Pandone
Francesco Pandone (1384 – aprile 1457) è stato un nobile e condottiero italiano, 1º conte di Venafro e signore di Ailano, Bojano, Capriati, Cerro, Fossaceca, Gallo, Prata, Pratella, Valleampia e Zurlano.

## Biografia
Diseredato dalla madre Maria Capuano a favore dei tre fratellastri Niccolò, Antonello e Jacopo, figli di Filippo Sanframondo, mutò partito e combatté gli Angioini sotto gli Aragonesi di Alfonso V d'Aragona.
Nel 1435 prese parte alla battaglia navale di Ponza. Venne catturato e condotto prigioniero fino a Milano, dove fu fatto liberare dal duca Filippo Maria Visconti. L'anno successivo mutò nuovamente partito e, sotto Jacopo Caldora, fronteggiò gli Aragonesi. Dopo aver ottenuto la contea di Venafro dagli Aragonesi, tornò a servirli, scatenando l'ira del Caldora, che l'attaccò a più riprese. Giunse poi in soccorso degli abitanti di Prata, i quali erano vessati dai suoi fratellastri, schierati con gli Angioini. Nel 1437 espugnò Bojano, scacciando la madre dal feudo. Morto il Caldora verso la fine del 1439, si impadronì di alcuni suoi feudi. Si diresse poi ad assediare Carpinone, feudo del figlio Antonio Caldora; respinto, conquistò alcuni feudi circostanti.
Nel 1442 prese parte alla cerimonia di incoronazione di Alfonso V d'Aragona, divenuto re del Regno di Napoli. Nel 1451 fu scomunicato da papa Niccolò V poiché parte delle terre di cui è signore un tempo appartenevano all'abbazia di San Vincenzo al Volturno; decise quindi di accordarsi col pontefice, ottenendo anche il feudo di Cerro. Francesco Pandone morì nell'aprile 1457.

## Ascendenza
|                               |                |                     | Genitori             |  |  | Nonni |  |  | Bisnonni          |  |  | Trisnonni        |  |
|                               |                |                     |                      |  |  |       |  |  | Francesco Pandone |  |  | Adinolfo Pandone |  |
|                               |                |                     |                      |  |  |       |  |  | Francesco Pandone |  |  | Adinolfo Pandone |  |
|                               |                | ?                   |                      |  |  |       |  |  | Francesco Pandone |  |  |                  |  |
| Carlo Pandone                 |                |                     |                      |  |  |       |  |  | Francesco Pandone |  |  |                  |  |
|                               |                | Francesca d'Evoli   | Giovanni d'Evoli     |  |  |       |  |  |                   |  |  |                  |  |
|                               |                | Francesca d'Evoli   | Giovanni d'Evoli     |  |  |       |  |  |                   |  |  |                  |  |
|                               |                | Francesca d'Evoli   | ?                    |  |  |       |  |  |                   |  |  |                  |  |
| Carlo "Carluccio" Pandone     |                | Francesca d'Evoli   |                      |  |  |       |  |  |                   |  |  |                  |  |
|                               |                | ?                   | ?                    |  |  |       |  |  |                   |  |  |                  |  |
|                               |                | ?                   | ?                    |  |  |       |  |  |                   |  |  |                  |  |
|                               |                | ?                   | ?                    |  |  |       |  |  |                   |  |  |                  |  |
| Caterina Sanframondo          |                | ?                   |                      |  |  |       |  |  |                   |  |  |                  |  |
|                               |                | ?                   | ?                    |  |  |       |  |  |                   |  |  |                  |  |
|                               |                | ?                   | ?                    |  |  |       |  |  |                   |  |  |                  |  |
|                               |                | ?                   | ?                    |  |  |       |  |  |                   |  |  |                  |  |
| Francesco Pandone             |                | ?                   |                      |  |  |       |  |  |                   |  |  |                  |  |
|                               | Matteo Capuano | Tommaso Capuano     |                      |  |  |       |  |  |                   |  |  |                  |  |
|                               | Matteo Capuano | Tommaso Capuano     |                      |  |  |       |  |  |                   |  |  |                  |  |
|                               | Matteo Capuano | Rita Sanframondo    |                      |  |  |       |  |  |                   |  |  |                  |  |
| Tommaso "Gattafosca" Capuano  | Matteo Capuano |                     |                      |  |  |       |  |  |                   |  |  |                  |  |
|                               |                | ?                   | ?                    |  |  |       |  |  |                   |  |  |                  |  |
|                               |                | ?                   | ?                    |  |  |       |  |  |                   |  |  |                  |  |
|                               |                | ?                   | ?                    |  |  |       |  |  |                   |  |  |                  |  |
| Maria Capuano                 |                | ?                   |                      |  |  |       |  |  |                   |  |  |                  |  |
|                               |                | Filippo Sanframondo | Leonardo Sanframondo |  |  |       |  |  |                   |  |  |                  |  |
|                               |                | Filippo Sanframondo | Leonardo Sanframondo |  |  |       |  |  |                   |  |  |                  |  |
|                               |                | Filippo Sanframondo | ?                    |  |  |       |  |  |                   |  |  |                  |  |
| Margherita "Rita" Sanframondo |                | Filippo Sanframondo |                      |  |  |       |  |  |                   |  |  |                  |  |
|                               |                | ?                   | ?                    |  |  |       |  |  |                   |  |  |                  |  |
|                               |                | ?                   | ?                    |  |  |       |  |  |                   |  |  |                  |  |
|                               |                | ?                   | ?                    |  |  |       |  |  |                   |  |  |                  |  |
|                               |                | ?                   |                      |  |  |       |  |  |                   |  |  |                  |  |

## Discendenza
Francesco Pandone si sposò con una dama della casata dei Carafa, il cui nome è ignoto, dalla quale ebbe tre figli e tre figlie:
- Carlo, morto in giovane età, sposatosi con Margherita del Balzo[3];
- Pandolfo, signore di Carpinone e Castelpetroso[3];
- Galeazzo, co-conte di Venafro (fino alla maggiore età del nipote Scipione Pandone, figlio del fratello Carlo) e signore di Capriati, Colli, Fornelli, Porcina, Roccarainola e Santa Maria Oliveto[3];
- Ippolita, che sposò prima Raimondo della Leonessa e poi Giacomo Antonio Orsini[3];
- Altobella, la quale sposò Luigi di Capua, 5º conte di Altavilla[3];
- Polissena, andata in sposa ad Antonio di Sangro[3].

Ebbe inoltre un figlio naturale di nome Palamede, che fu signore di Cerro.